# 第二次孫科內閣
第二次孫科內閣成立於1948年12月22日，當時任行政院院長孫科在時任中華民國總統蔣中正「下野」辭職下台之前後負責組閣，該內閣為中華民國自1928年10月8日以來的第十一任內閣、行憲後第二任。1949年3月，中國國民黨於第二次国共内战戰況失利，在無法控制時局之下，孫科內閣總辭。

## 內閣成員
- 行政院院長：孫科（ 中國國民黨）
- 行政院副院長：吳鐵城（ 中國國民黨）
- 內政部部長：洪蘭友（ 中國國民黨）
- 外交部部長：吳鐵城（ 中國國民黨）
- 國防部部長：徐永昌（ 中國國民黨）
- 財政部部長：徐堪（ 中國國民黨）
- 教育部部長：梅貽琦（ 中國國民黨）
- 司法行政部部長：梅汝璈
- 農林部部長：左舜生（ 中國青年黨）
- 工商部部長：劉維熾（ 中國國民黨）
- 交通部部長：俞大維
- 社會部部長：谷正綱（ 中國國民黨）
- 水利部部長：鍾天心（ 中國國民黨）
- 地政部部長：吳尚鷹
- 衛生部部長：林可勝
- 糧食部部長：關吉玉（ 中國國民黨）
- 主計部主計長：龐松舟
- 資源委員會委員長：孫越崎（ 中國國民黨）
- 蒙藏委員會委員長：白雲梯（ 中國國民黨）
- 僑務委員會委員長：戴愧生
- 新聞局局長：沈昌煥（ 中國國民黨）
- 不管部會政務委員：張群（ 中國國民黨）、翁文灝（ 中國國民黨）、張治中（ 中國國民黨）、陳立夫（ 中國國民黨）、朱家驊（ 中國國民黨）、張厲生（ 中國國民黨）

## 相關部會
- 行政院美援運用委員會：孫科(行政院長兼任)1948年11月26日	-1949年3月12日

## 內閣大事記錄
- 1949年1月7日，行政院召集國防部長徐永昌、財政部長徐堪、主計長龐松舟、秘書長端木愷、交通部次長凌鴻勳開會，擬定疏散事宜[1]。
- 1949年2月5日：中華民國行政院遷移廣州辦公，南京惟留代總統辦公處，負責「和談」事項[2]。
- 1949年3月8日，孫科內閣「宣佈總辭」[3]。